# Corbul (film din 2024)
Corbul: Iubire și răzbunare (în engleză The Crow) este un film din 2024 regizat de  după un scenariu de Zach Baylin și William Schneider.. Este un reboot al seriei de filme omonime și al cincilea film din franciză, de asemenea este al doilea film, după filmul din 1994, care adaptează seria de benzi desenate din 1989 de James O'Barr. Bill Skarsgård interpretează rolul Corbului / Eric, iar FKA twigs o interpretează pe partenera acestuia, Shelly. În alte roluri apar Danny Huston ca Vincent Roeg și Josette Simon ca Sophia, mama Shellyei.

## Rezumat
Eric, un dependent de droguri cu o copilărie tulbure, se luptă cu viața și coșmarurile la un centru de reabilitare. Shelly, o muziciană cu probleme similare, primește un videoclip pe telefonul ei de la prietena ei Zadie, care îl incriminează pe Vincent Roeg, un lord al crimei care se dă drept un aristocrat al muzicii. Alegând să salveze videoclipul, în ciuda faptului că deținerea acestuia ar duce la moartea ei, Shelly încearcă să se ascundă, dar este imediat urmărită de acoliții lui Roeg. Urmărirea este întreruptă după ce Shelly este arestată pentru posesie de droguri.
Zadie este capturată și interogată de Roeg. El dezvăluie că, cu secole mai devreme, a făcut un pact cu diavolul pentru a trimite suflete nevinovate în Iad în schimbul vieții veșnice. O forțează pe Zadie să se sinucidă șoptindu-i incantații la ureche. Shelly este trimisă la același centru de dezintoxicare în care se află Eric. Cei doi ajung să se îndrăgostească unul de celălalt. Când Marion, mâna dreaptă a lui Roeg, apare brusc la instituție, Shelly intră în panică și îl convinge pe Eric s-o ajute să scape. Ei se refugiază în casa neocupată a unuia dintre prietenii lui Shelly, iar cei doi se îndrăgostesc rapid și încearcă să trăiască o viață fără griji împreună, dar în curând sunt găsiți de oamenii lui Roeg și uciși.
Eric se trezește (mort) într-un depou feroviar asemănător purgatoriului, unde Kronos, un ghid spiritual, explică că Eric va trebui să-l omoare pe Roeg pentru a fi împreună cu Shelly. Reînviat și având capacitatea de a se vindeca de răni, Eric o vizitează pe Sophia, mama lui Shelly, care a fost împreună cu Marion la centrul de dezintoxicare. Sophia dezvăluie că a făcut o înțelegere cu Roeg: bogăție în schimbul sufletului ei. După ce Eric pleacă, Roeg o vizitează pe Sophia pentru a o întreba despre Eric, dar o forțează să sară de pe acoperiș după ce este nemulțumit de răspunsurile ei. Eric continuă să vâneze și să omoare câțiva dintre oamenii lui Roeg și găsește telefonul lui Shelly cu videoclipul incriminator care dezvăluie că Roeg a forțat-o anterior pe Shelly să ucidă o femeie. Îndoindu-se brusc de dragostea sa pentru Shelly, Eric își pierde capacitatea de a se vindeca și este din nou ucis. Din nou în viața de apoi, Eric face o înțelegere cu Kronos pentru a-i lua locul lui Shelly în Iad în schimbul unei alte șanse de a-l ucide pe Roeg.
Roeg află de abilitățile supranaturale ale lui Eric și îi ordonă lui Marion să-l ademenească pentru a-i lua puterile. Eric o urmărește pe Marion la un teatru de operă, ucigând cu sălbăticie toți oamenii lui Roeg pentru a ajunge la ea. Marion dezvăluie fără tragere de inimă unde se află Roeg înainte ca Eric s-o decapiteze. Roeg îl supune pe Eric și încearcă să-i fure puterile înainte ca Eric să-i transporte pe amândoi în viața de apoi, unde îl termină rapid pe Roeg și salvează sufletul lui Shelly.
După o scurtă reuniune între cei doi îndrăgostiți, Shelly este reînviată în noaptea morții lor și îl plânge pe Eric după ce Kronos, deghizat în medic, îi spune că și-a dat viața pentru ea. Eric își acceptă soarta, mulțumit de credința sa că sufletele lor se vor regăsi într-o zi.

## Distribuție
- Bill Skarsgård – Eric / The Crow[4][7]
- FKA Twigs – Shelly, iubita lui Eric[8][9]
- Danny Huston – Vincent Roeg, un lord al crimei demonic[6]
- Josette Simon – Sophia, Shelly's mother[10]
- Laura Birn – Marian, mâna dreaptă a lui Roeg
- Sami Bouajila – Kronos, un spirit care îl ghidează pe Eric în misiunea sa
- Isabella Wei – Zadie, prietenul lui Shelly[8]
- Jordan Bolger – Chance, un artist tatuator și prieten cu Eric și Shelly[11]